# تغاسروت (زكزل)
تغاسروت هي إحدى مشيخات المملكة المغربية، تتبع جغرافيا لإقليم بركان وإداريًا لزكزل. يقدر عدد سكانها بـ 5706 نسمة حسب الإحصاء الرسمي للسكان والسكنى لسنة 2004.